# Zomeravond op het strand van Skagen. De schilder en zijn vrouw
Zomeravond op het strand van Skagen. De schilder en zijn vrouw (Deens: Sommeraften ved Skagens strand. Kunstneren og hans hustru) is een schilderij van Peder Severin Krøyer uit 1899. Het maakt deel uit van de collectie van Den Hirschsprungske Samling in Kopenhagen.

## Geschiedenis
De Skagenschilders waren een hechte groep voornamelijk Deense kunstenaars die vanaf eind jaren 1870 elke zomer bijeenkwamen in het vissersdorp Skagen in het uiterste noorden van Jutland. Ze schilderden daar de lokale vissers, maar ook de leden van hun eigen groep. PS Krøyer kwam in 1882 voor het eerst naar Skagen en werd al snel het meest prominente lid van de groep. 
In 1895 schreef Krøyer in een brief aan zijn vriend, de Zweedse schilder Oscar Björck: "Ik denk er ook aan om een groot portret van mijn vrouw en mij samen te schilderen - maar daarvoor heb ik zeker goed weer nodig, dus dat zal dit jaar niet zijn." Het was pas vier jaar later, in de zomer van 1899, dat hij dit grote schilderij maakte. Misschien schilderde hij het naar aanleiding van het tienjarige huwelijk met Marie Triepcke. Zijn (toen nog) gelukkige gezinsleven komt op verschillende werken uit die periode naar voren. Ook de foto's en schetsen die hij als basis voor Zomeravond op het strand van Skagen gebruikte, maken een gelukkige indruk. 

## Voorstelling
Het schilderij laat het blauwe uur zien, de korte periode na zonsondergang waarin de lucht blauw kleurt. Dit moment was geliefd bij de symbolisten, die geloofden dat het schemeruur de komst van de dood aankondigde. In 1907 vertelde Krøyer over zijn eigen gevoelens bij de avond in Skagen: "Skagen kan er zo vreselijk saai uitzien in het felle zonlicht ... maar als de zon ondergaat, als de maan opkomt uit de zee, ... terwijl de vissers op het strand staan en de kotters met losse zeilen voorbij varen ... de laatste jaren is dit de tijd geweest waar ik het meest van houdt." Deze voorliefde komt op meer werken van de schilder tot uitdrukking, bijvoorbeeld Zomeravond aan het Zuidstrand van Skagen.
De prachtige achtergrond kan niet verhinderen dat het werk met de schilder en zijn vrouw een melancholische toon heeft. Marie kijkt afwezig opzij, verzonken in gedachten en lijkt haast te verdwijnen in het blauwe maanlicht. Krøyer houdt haar bij de arm vast, maar zijn greep lijkt niet stevig. De krachtigste figuur is wellicht nog Rap, Krøyer's trouwe hond.

## Ontvangst
Nadat Krøyer de hele zomer aan het schilderij had gewerkt, diende hij het in voor de voorjaarstentoonstelling van Charlottenborg in 1900. Het werd daar niet erg goed ontvangen. De critici vonden het werk banaal. Krøyer zelf was in die periode na een zenuwinzinking opgenomen in het psychiatrisch ziekenhuis Middelfart.

## Afbeeldingen

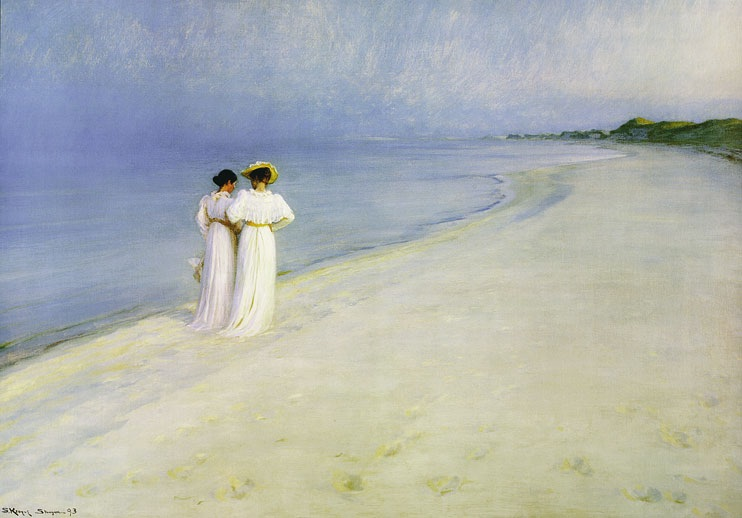
Zomeravond aan het Zuidstrand van Skagen (1893)
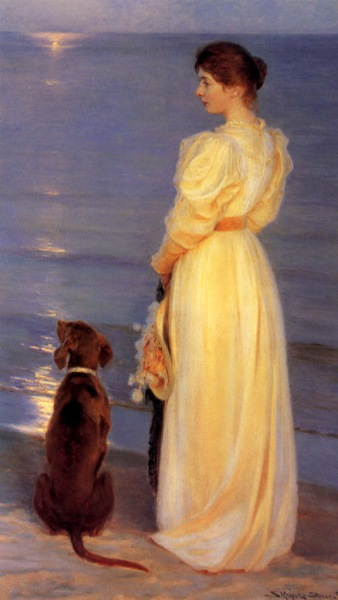
Zomeravond op het zuidelijk strand (Marie) (circa 1895)